# Bruksmentalitet
Bruksmentalitet eller bruksanda är en term för de normer och värderingar som traditionellt uppstått i många brukssamhällen (orter där en stor del av arbetstillfällena, undantaget butiker, omsorg, skolor och liknande service till invånarna, finns hos ett visst företag).
Många bruk i Sverige var strikt hierarkiska samhällen. De anställda garanterades en viss social trygghet baserad på sådan omvårdnad som brukspatronen på ett patriarkalt sätt tillhandahöll. Personalen med familjer bereddes bostäder, utbildning, sjukvård och läkare, samt möjlighet att göra nödvändiga inköp i handelsbodar. Bruksledningen hade alltså inflytande över de anställdas hela livssituation. Den kontanta lönen var ofta låg; däremot utgick vanligen andra förmåner som kunde vara allt möjligt, från tjänstebostad till rätt att hugga en julgran på brukets mark. Eftersom brukens anställda behövde saker som inte kunde köpas av närboende jordbrukare var bruksägarna mer eller mindre tvungna att bygga upp och bekosta vissa saker, som idag normalt sköts av andra privata företag, kommuner eller landsting. Eftersom folk förr inte hade bil, så fick de anställda gå till jobbet, vilket gjorde att bruket fick ordna bostäder i närheten. De anställda stod också ofta i skuld till den lokala affären, eller hade inte någon annan bostad, och kunde därför inte ge sig i väg.  
Till bruksmentalitet brukar också räknas en stark konformism, stor social kontroll, skarpa gränsdragningar mellan olika grupper (till exempel mellan arbetare och tjänstemän eller mans- och kvinnoroller), lågt intresse för utbildning samt svagt intresse för att starta egna företag och ett påtagligt inslag av attityder som allmänt igenkänns under den påstådda jantelagen. I ett brukssamhälle har ofta mentaliteten varit att orten är helt beroende av bruket och skulle försvinna om bruket lades ned. Kommunpolitiker har följt brukets önskemål.
I verkligheten var bruksandan mycket mer komplicerad än så. Bruksägarna var helt beroende av den yrkesskicklighet som fanns hos vissa nyckelgrupper bland de anställda. Dessa arbetare och tjänstemän var väl medvetna om detta och ofta stolta över den. På de uppländska bruken hade mästersmederna hög status. Viktiga yrkeskunskaper utvecklades och fördes vidare till nästa generation genom interna lärlingssystem. Bruken verkade på en starkt konkurrensutsatt och delvis internationell marknad så innovationer och teknisk utveckling var nödvändigt. De bruk som inte klarade det riskerade konkurs. Den stora andelen export förutsatte tillgång till några personer som väl behärskade det främmande språk som var de största utländska kundernas modersmål; såsom tyska, engelska eller franska. Bruksägarna var rädda för konkurrens om arbetskraften. Det fanns på många bruk långt fram i tiden skrivna eller oskrivna regler vars syfte var att motverka att anställda startade egna småföretag. 
Till exempel kunde brukets arrendatorer i arrendekontrakten vara förbjudna att ha någon inneboende som inte arbetade åt bruket och förbjudna att starta egna företag i lokaler som arrenderades av bruket.
Lokaliseringen hade ofta styrts av närhet till vattenkraft, gruva eller skog. Isoleringen från omvärlden var relativ. Bruken sålde till kunder som kunde ligga långt bort och exporten var viktig. På många bruk kan man se exempel på hur man importerat yrkeskunniga personer, ny teknik, modetrender inom husbyggande och andra kulturella influenser med ursprung långt utanför Sverige. Redan på 1600-talet hade Sverige en organiserad utbildning i bergsvetenskap där man följde vad som händer inom området i andra länder, bland annat under flera år långa utlandsresor, såsom till exempel Erik Odelstiernas livshistoria visar. På de bruk som överlevt till idag går en mycket stor del av produktionen på export.
Termen kan användas pejorativt och sätts då ibland i motsats till gnosjöanda.